# Ariette
L'ariette, de l’italien arietta qui signifie petit aria, est, en musique classique, un petit air léger et détaché, à l'imitation de la musique italienne.

## Description
Le genre apparaît et se développe dans la seconde moitié du XVIIIe siècle en France. À cette époque, les cantates, et les petits opéras font alterner récitatifs et ariettes, parmi d'autres éléments, alors constitutifs de ces formes musicales. Quant aux opéras-comiques, ils sont seulement « mêlés de récitatifs et d'ariettes », le texte parlé étant un des éléments essentiels de cette forme théâtrale née au début du XVIIIe siècle, en France.
Un peu plus tard, toujours au XVIIIe siècle, l’ariette change de signification, surtout en France, pour désigner un grand morceau de musique d'un caractère pour l'ordinaire assez gai et marqué, qui se chante avec des accompagnements de « symphonie » (accompagnement par un ensemble instrumental, d'importance restreinte ou moyenne) : les ariettes sont communément en rondeau, une forme faisant alterner couplets et refrains.
C'est aussi une forme poétique inventée par Tristan Corbière, qui est un rondeau réduit de 13 vers à 12 vers. Il se construit sur 2 rimes et adopte traditionnellement comme refrain le 1er vers, répété aux 7e et 12e vers. Sa forme est : abba aba a bbaa